# Poritia pellonia
Poritia pellonia är en fjärilsart som beskrevs av William Lucas Distant 1887. Poritia pellonia ingår i släktet Poritia och familjen juvelvingar. Inga underarter finns listade i Catalogue of Life.